# Coreidae
Coreidae es una numerosa familia constituida por insectos succionadores de savia, clasificados en el orden de Hemiptera, en el suborden Heteroptera.  El nombre "Coreidae" deriva del significado del griego antiguo κόρις, chinche de las camas. Se los conoce por los nombres comunes chinches patas laminadas o chinches pata de hoja, traducción del inglés leaf-footed bugs, que se refieren a la forma ensanchada en forma de hoja de las patas traseras de algunas de sus especies americanas.
Los miembros de la familia Coreidae son cosmopolitas, pero la mayoría de las especies son tropicales o subtropicales.

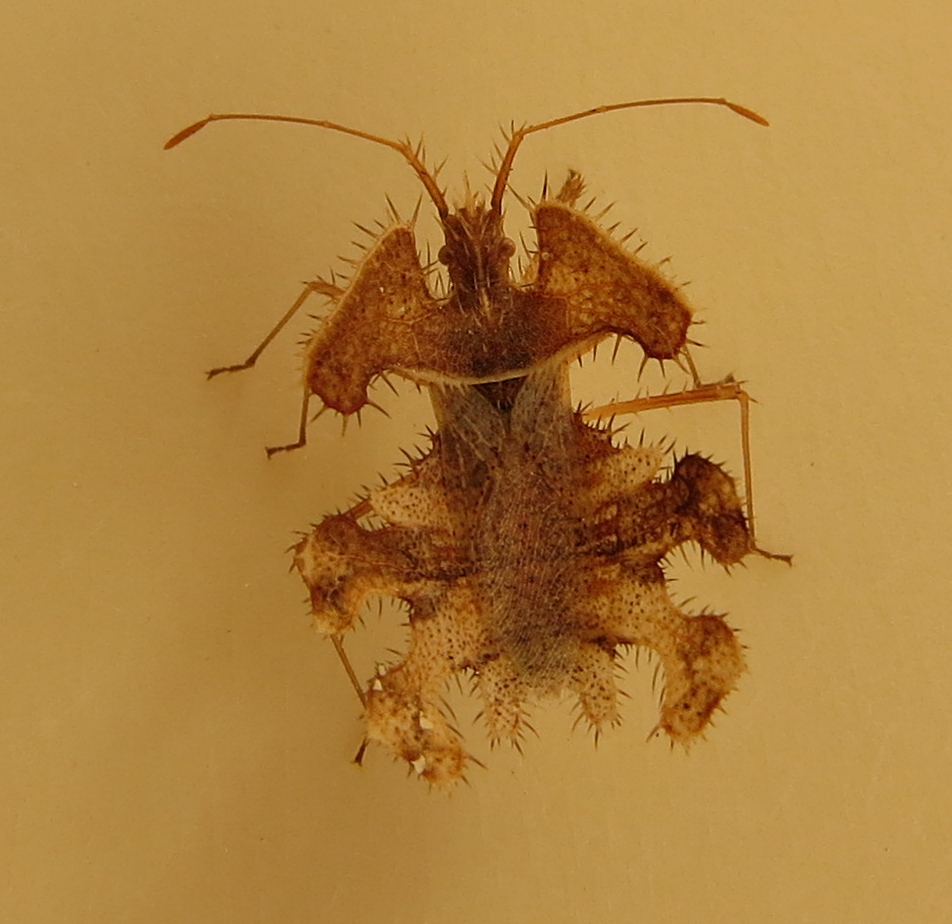
Especie de Pephricus de la tribu Phyllomorphini, mostrando un contorno laciniado, exterior con púas y patas delgadas.

## Importancia y nombres comunes
Los nombres comunes de las especies de Coreidae varían por región. Por ejemplo, "Bicho de patas de hoja" se refiere a las expansiones con forma de hojas en las tibias de las patas, generalmente las traseras, de algunas especies.
En América del Norte, la reputación de especies como Anasa tristis como peste sobre las plantas de calabaza y otras cucurbitáceas dio origen al nombre de "bichos de calabaza". Los Coreidae son también llamados ''debilitadores de ramas'' en partes de África y Australia, ya que muchas especies se alimentan de brotes de ramas, o ramas jóvenes, en las que inyectan jugos que maceran los tejidos de los brotes en crecimiento, causando que se marchiten abruptamente.

## Morfología y apariencia
Los Coreidae generalmente son de forma ovalada, con antenas compuestas por cuatro segmentos, numerosas venas en la membrana de las alas, y glándulas de hedor externamente visibles. Varían en tamaño de 7 a 45 mm de largo, lo que significa que la familia incluye algunas de las especies más grandes del suborden Heteroptera.
La forma del cuerpo es bastante variable; algunas especies son, en términos generales, ovaladas. Otras son alargadas con lados paralelos, y una minoría son esbeltas. Muchas de las especies con ''tibias en forma de hojas'' son bastante delgadas, con notables expansiones en la tibia de las patas traseras, aunque algunas variedades robustas también tienen dichas expansiones. Algunas especies están cubiertas con espinas y tubérculos. Como un ejemplo de estos, la tribu Phyllomorpha Mulsant & Rey, 1870, es verdaderamente aberrante, con patas delgadas, vellos espinosos, y contornos laciniados.
Muchas de las especies más robustas tienen el fémur grueso y curvado, armado con pinches en el canto interior en las patas traseras, algunos también tiene tibias engrosadas, aunque en forma menos marcada.
En las ninfas, las aberturas de las dos glándulas de hedor de los Coreidae son visibles como dos puntos en la línea media de la superficie dorsal del abdomen, uno en el borde anterior y otro en el posterior del 5.º terguito abdominal. Durante el final de la ecdisis, la anatomía es reorganizada y las glándulas acaban en el metatórax, abriéndose lateralmente a través de ostiolos entre la pleura mesotoraxica y metatoraxica.

## Biología y hábitos
Los Coreidae generalmente se alimentan de la savia de las plantas. Ha habido informes que afirman que algunas especies son carnívoras, pero hay carencia de evidencia material para confirmar este hecho, además de que en las observaciones de campaña algunos especímenes son fáciles de confundir con algún ejemplar de Reduviidae, así que la duda ha surgido en la verosimilitud o importancia de los reportes.
Algunos Coreidae, como Phyllomorpha laciniata, otorgan cuidados paternales a sus huevos al cargarlos. Este comportamiento aumenta significativamente las posibilidades de los huevos de evitar los ataques de parasitoides.

## Taxonomía y sistemática
La familia Coreidae se encuentra en el orden Hemiptera y está estrechamente relacionada con las familias Alydidae, Hyocephalidae, Rhopalidae, y Stenocephalidae. Juntas, estas cinco familias forman la superfamilia Coreoidea, con más de 1,900 especies en más de 270 géneros.
La mayoría de los taxonomistas que investigan la familia Coreidae dividen la familia en tres o a veces cuatro subfamilias. Numerosas tribus de Coreinae anteriormente ha sido propuestas para su ascenso al rango de subfamilia, como por ejemplo, Agriopocorini, Colpurini, Hydarini, Phyllomorphini, y Procamptini, pero el único de estos cambios que al menos una minoría significativa de investigadores actualmente aceptan es el ascenso de Agriopocorinae, y actualmente los estudios tienden a tratarles como tribu de nuevo, reconociendo solo las tres subfamilias conocidas desde 1867. Otra conflicto es que el género Eubule no ha sido todavía empleado.

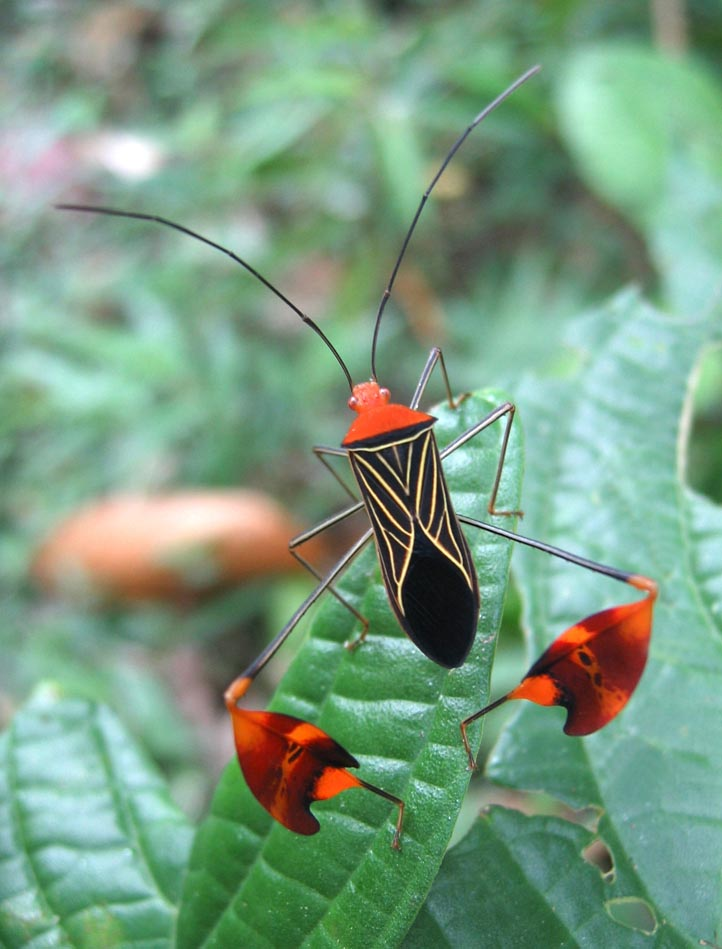
Coreidae, con las tibias de sus patas traseras en forma de hoja, adaptadas para el aposematismo y el cortejo
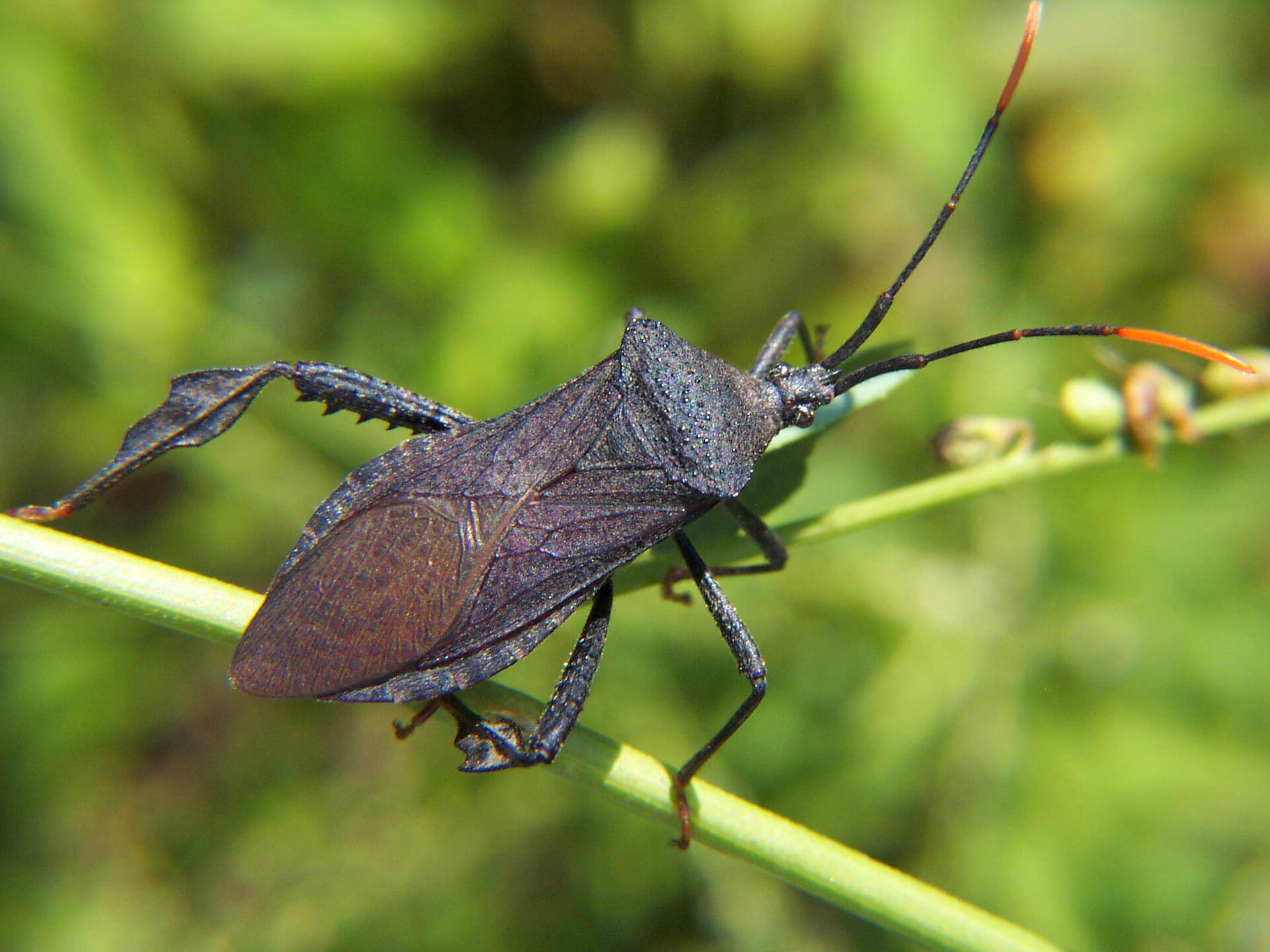
Acanthocephala terminalis las tibias de sus patas traseras de un tamaño más discreto
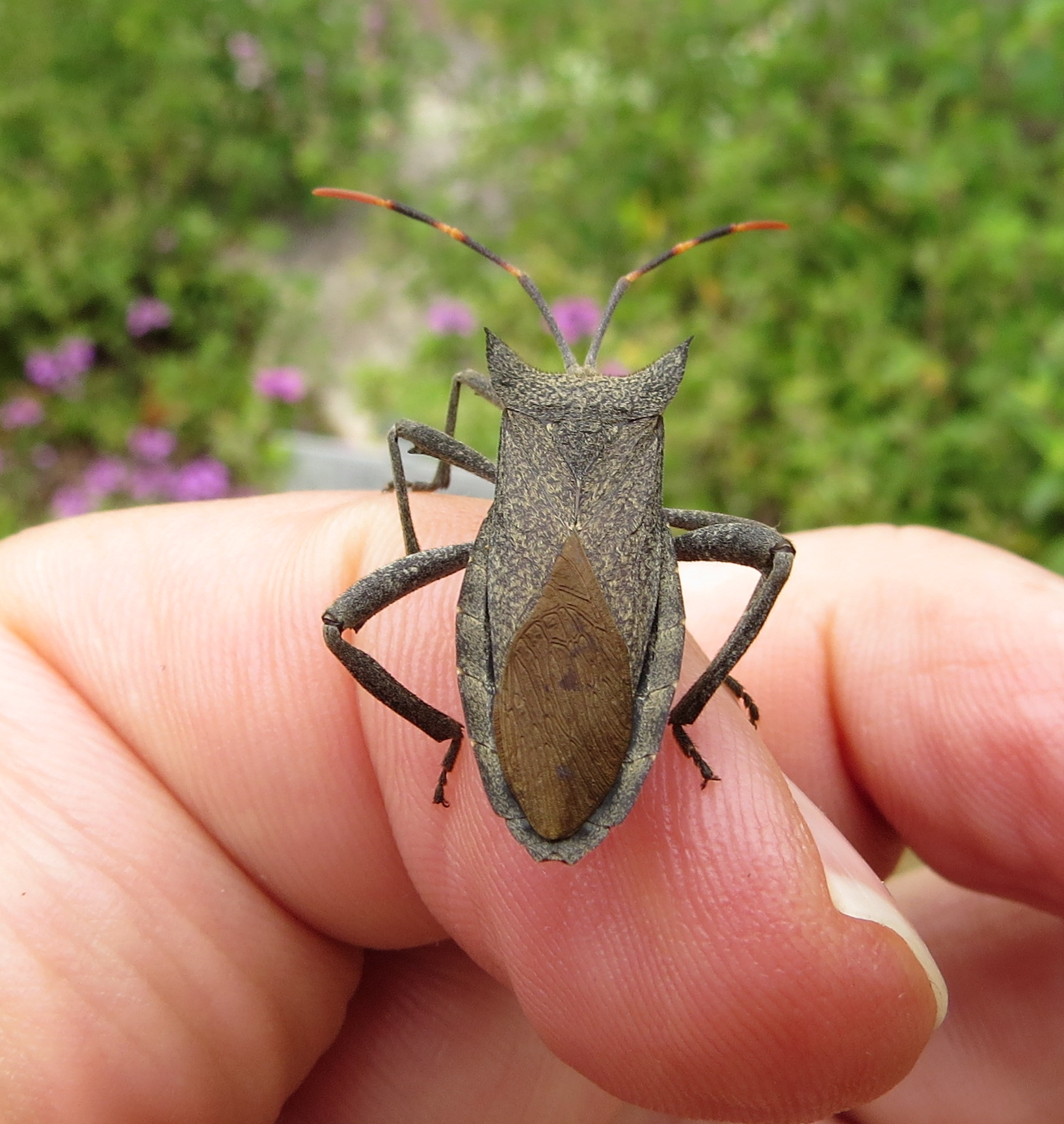
Vista dorsal mostrando el patrón típico de venación en las alas de un espécimen de Coreidae
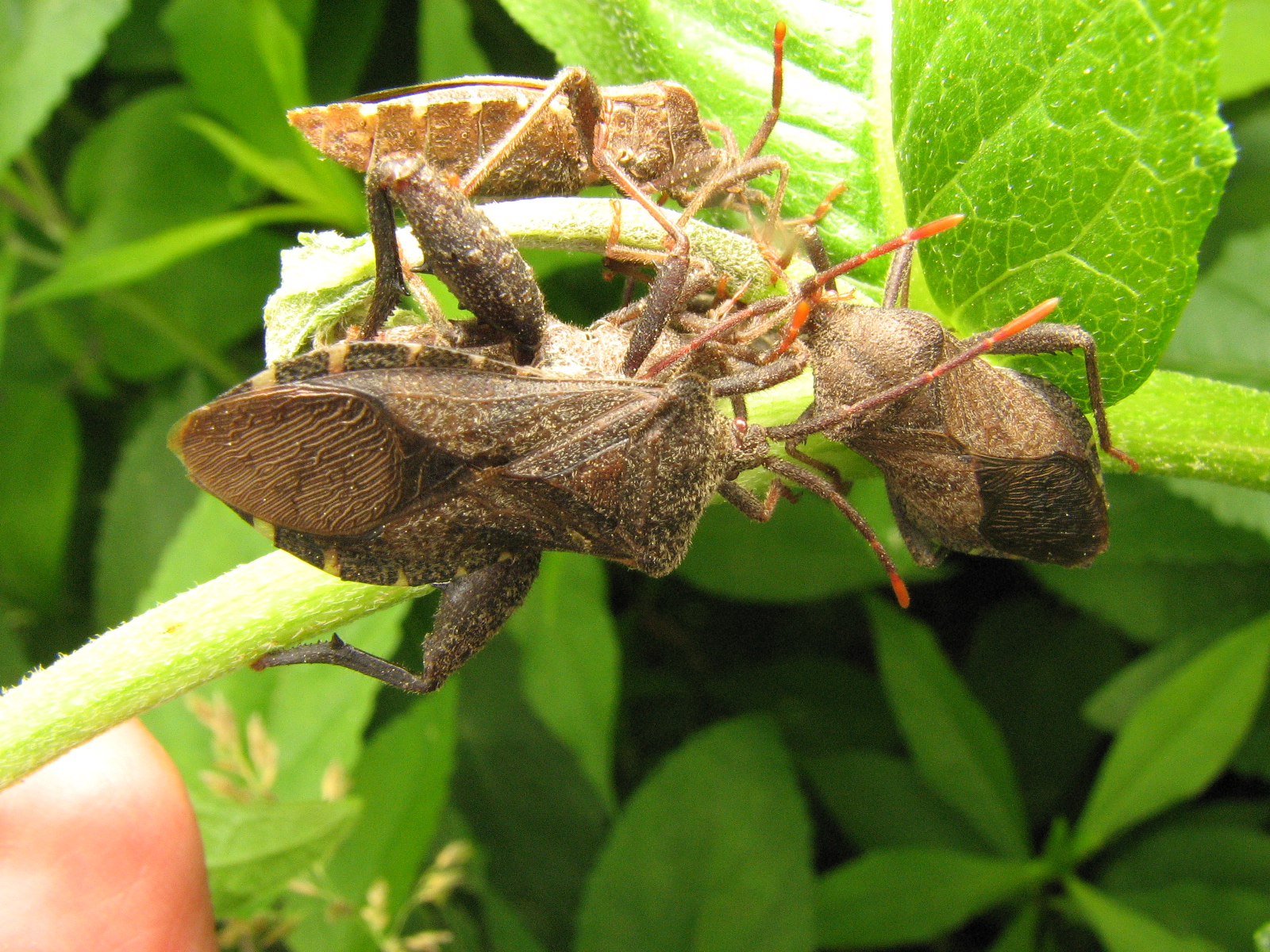
Piezogaster sp. apareándose
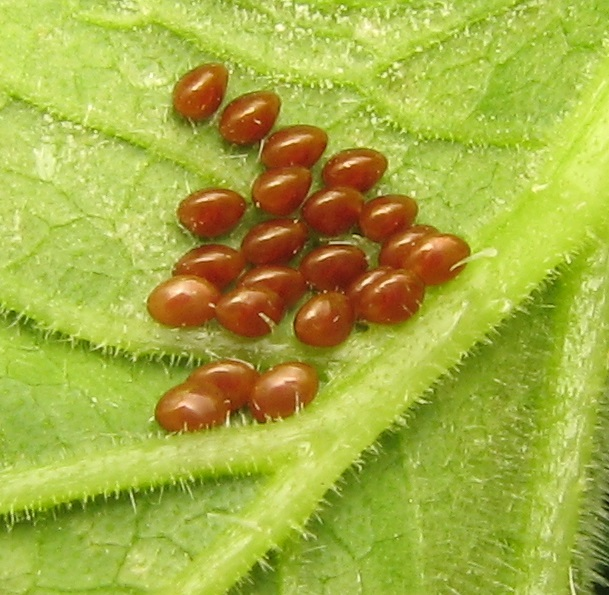
Huevos de Anasa tristis
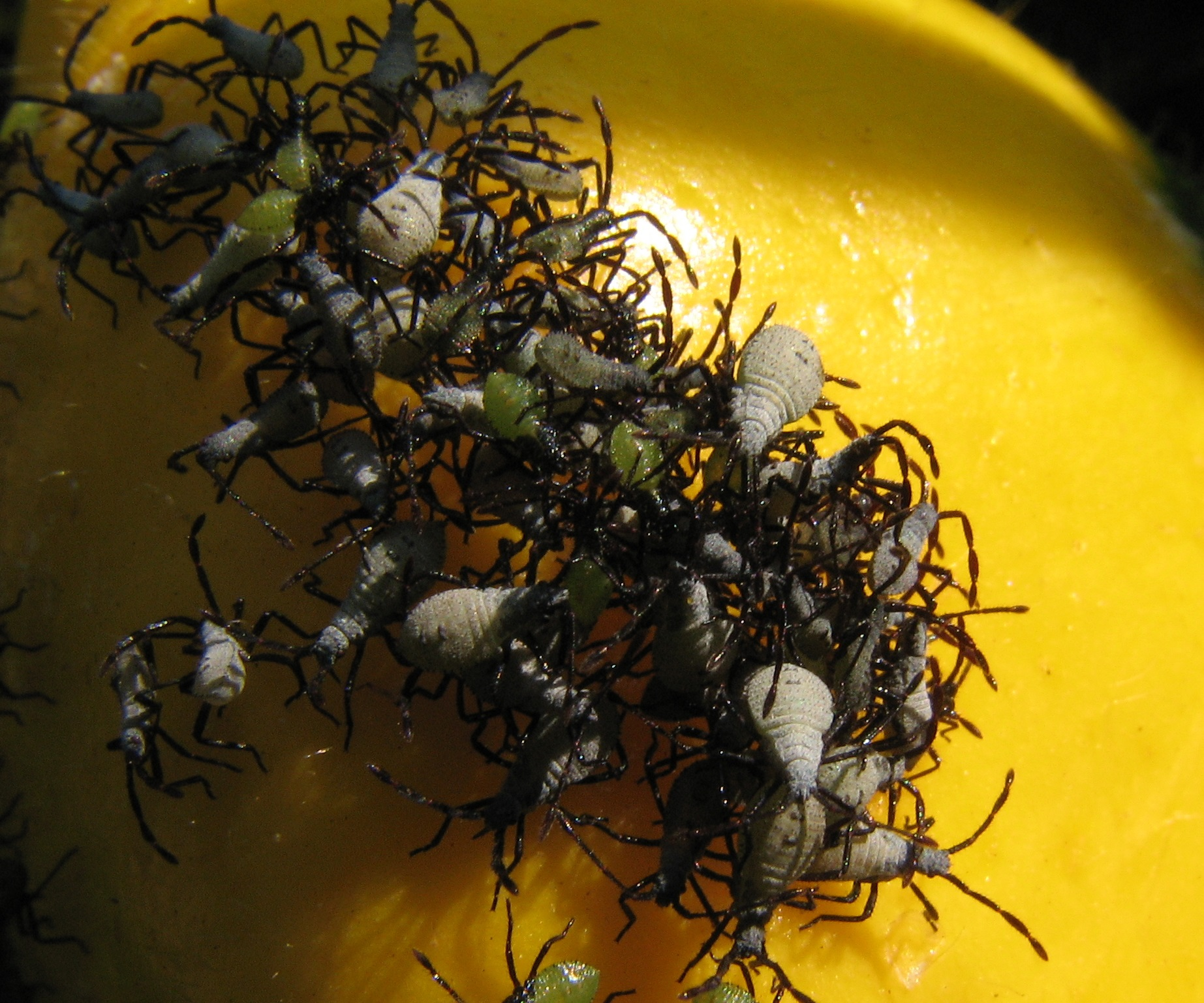
Anasa tristis, ninfas de varios estadios sobre un zapallo